# Список заслуженных мастеров спорта СССР (хоккей с мячом)
| 1937 год |                                       |            |  |            |               |                                      |
| 1        | Прокофьева Вера Николаевна            | 08.03.1936 |  | Москва     | «Буревестник» | 58                                   |
| 1943 год |                                       |            |  |            |               |                                      |
| 1        | Горшкова Мария Георгиевна             | 17.07.1943 |  |            |               |                                      |
| 2        | Емельянова-Павлова Елизавета Ивановна | 12.11.1943 |  | Москва     | «Буревестник» |                                      |
| 1948 год |                                       |            |  |            |               |                                      |
| 1        | Медведев Николай Сергеевич            | 05.08.1948 |  | Москва     | «Динамо»      |                                      |
| 2        | Игумнов Александр Иванович            | ??.11.1948 |  | Москва     | «Спартак»     |                                      |
| 1957 год |                                       |            |  |            |               |                                      |
| 1        | Атаманычев Валентин Иванович          | ??.05.1957 |  | Свердловск |               |                                      |
| 2        | Мельников Анатолий Георгиевич         | ??.05.1957 |  | Москва     |               |                                      |
| 3        | Чигирин Виктор Никитович              | ??.05.1957 |  | Москва     |               |                                      |
| 1961 год |                                       |            |  |            |               |                                      |
| 1        | Зайцев Александр Васильевич           | ??.??.1961 |  |            |               | (лишён в 1963, восстановлено в 1990) |
| 1962 год |                                       |            |  |            |               |                                      |
| 1        | Осинцев Михаил Семёнович              | ??.01.1962 |  | Москва     | ЦСКА          |                                      |
| 1963 год |                                       |            |  |            |               |                                      |
| 1        | Измоденов Александр Георгиевич        | ??.03.1963 |  |            |               |                                      |
| 2        | Папугин Евгений Михайлович            | ??.03.1963 |  |            |               |                                      |
| 3        | Шеховцов Виктор Григорьевич           | ??.03.1963 |  |            |               |                                      |
| 4        | Дураков Николай Александрович         | ??.03.1963 |  |            |               |                                      |
| 5        | Шорин Юрий Александрович              | ??.03.1963 |  |            |               |                                      |

## 1965
- Варзин, Юрий Фёдорович
- Герасимов, Евгений Васильевич
- Данилов, Виталий Григорьевич
- Маслов, Валерий Павлович (хоккей с мячом и футбол)
- Хардин, Валентин Фёдорович

## 1967
- Афанасьев, Юрий Павлович
- Соловьёв, Вячеслав Евгеньевич

## 1969
- Фролов, Анатолий Иванович (лишен в мае 1973)
- Шальнов, Юрий Михайлович

## 1971
- Горбачёв, Евгений Иванович
- Канарейкин, Георгий Васильевич
- Лизавин, Юрий Степанович
- Монахов, Владимир Викторович
- Школьный, Юрий Андреевич

## 1973
- Бочков, Валерий Анатольевич
- Мухаметзянов, Леонард Мухаметович
- Палладий, Леонид Александрович
- Плавунов, Владимир Яковлевич
- Янко, Владимир Владимирович

## 1977
- Гаврилов, Юрий Георгиевич
- Лобачёв, Леонид Николаевич

## 1979
- Лазарев, Сергей Викторович
- Ломанов, Сергей Иванович
- Тарасевич, Владимир Анатольевич
- Эйхвальд, Валерий Иванович

## 1985
- Ануфриенко, Виталий Константинович
- Афанасенко, Николай Иванович
- Паздников, Николай Семёнович
- Першин, Юрий Алексеевич
- Рычагов, Александр Васильевич
- Фасхутдинов, Ирик Абзалтдинович
- Цыганов, Александр Киреевич
- Шакалин, Виктор Иванович

## 1989
- Господчиков, Александр Николаевич
- Ефремов, Андрей Васильевич
- Першин, Александр Алексеевич

## 1990
- Малахов, Игорь Митрофанович
- Шишков, Геннадий Анатольевич (№ 3774 от 10.07.1990)

## 1991
- Гапанович, Игорь Викторович
- Грачёв, Валерий Николаевич
- Громаков, Виктор Степанович
- Дьяков, Алексей Григорьевич
- Лахонин, Юрий Александрович
- Лещинский, Михаил Михайлович
- Петров, Юрий Владимирович
- Потешкин, Максим Алексеевич
- Сизов, Андрей Анатольевич
- Теняков, Александр Павлович
- Численко, Игорь Леонидович (футбол, хоккей с мячом)